# Sedlighetsroteln
Se sedlighetspolis för den ursprungliga betydelsen.
Sedlighetsroteln är en löst sammanhållen grupp svenska rappare där bland andra Timbuktu, Organism 12, Leo Ruckman, Pst/Q, Kekke Kucha, och medlemmar från Looptroop ingår. Gruppen har släppt två EP-skivor, Släpp fångarna loss och Ring snuten. Medlemmarna i Looptroop rappar normalt på engelska men som Sedlighetsroteln använder de svenska.
Gruppen mötte stor kritik då låten Ring snuten anklagades för att romantisera över polismorden i Malexander. Efter att ha spelats i Sveriges Radio P3 anmäldes den till Granskningsnämnden för radio och TV, som efter utredning inte ansåg att låten bröt mot Sveriges Radios avtal med staten.
Hälsan Själv = DJ Embee (Looptroop)

Kjell Kriminell = Promoe (Looptroop)

Manuel Cork / Ve & Fruktan = Leo Ruckman (MBMA)

Tjyvtjompa = CosM.I.C (Looptroop)

Carlos Kanon = Supreme (Looptroop)

PIOTR = Pst/Q (MBMA)

Urban Schmutz / Fimpen / Sär-Klas = Timbuktu (artist)

Hasse Holk = Moe (Breakmecanix / Spotrunnaz)

Kekke Kulspruta = Kekke Kulcha (Chilly White)

Ålmannen / Herr Ågren = Organism 12,Organismen (MBMA)

Fattiglappen = Seron (MBMA)

26-åringen = M.O.N.S (Breakmecanix)

Killary Klinton = DJ Erase

## Diskografi
- 2000 - Ring snuten!
  - Sen Kväll Med Schlook
  - Ring Snuten!
  - Loop Troop Va' Här
  - Sedlighetsroteln
  - Sen Kväll Med Schlook (Inst.)
  - Ring Snuten! (Inst.)
  - Loop Troop Va' Här (Inst.)
- 2001 - Släpp fångarna loss!
  - Hallå!
  - Vi Ses På Hultsfred
  - Samhällets Fiende
  - Hallå! (Inst.)
  - Samhällets Fiende (Inst.)
  - Släpp Fångarna Loss, Det Är Vår!
  - Schlookarna Demonstrerar
  - Bröd Och Skådespel
  - Släpp Fångarna Loss! (Inst.)
  - Bröd Och Skådespel (Inst.)